# Darwinia apiculata
Darwinia apiculata är en myrtenväxtart som beskrevs av Neville Graeme Marchant. Darwinia apiculata ingår i släktet Darwinia och familjen myrtenväxter. Inga underarter finns listade i Catalogue of Life.